# Myšovci
Myšovci je podřád hlodavců, který se od ostatních dvou podřádů (veverkovců a morčatovců) odlišuje uspořádáním žvýkacích svalů. Zahrnuje více než čtvrtinu všech druhů savců.
Známými zástupci jsou např. krysy, myši, lumíci, křečci, pískomilové a tarbíci. Myšovci mají obvykle zašpičatělý obličej, hmatavé vousky a jsou většinou malí a noční živočichové.
Vyskytují se po celém světě vyjma Antarktidy a obývají skoro všechny suchozemské biotopy.
Některé druhy, jako například hraboši, myšice a myši, si hloubí podzemní nory. Jiné (hryzec vodní) jsou svázány s vodou. Druhy žijící v otevřených prostředích mívají dlouhé nohy, dlouhé ťapky (aby mohly rychle utéct) a větší uši k zjišťovaní predátorů na co možná největší vzdálenost.

## Klasifikace
Na základě 
- podřád Myomorpha Brandt, 1855
  - nadčeleď Dipodoidea Fischer de Waldheim, 1817
    - čeleď Dipodidae Fischer de Waldheim, 1817 – tarbíkovití
    - čeleď Sminthidae Brandt, 1855 – myšivkovití krátkonozí
    - čeleď Zapodidae Coues, 1875 – myšivkovití dlouhonozí

  - nadčeleď Muroidea Illiger, 1811 
    - čeleď Calomyscidae Vorontsov and Potapova, 1979 – křečkovití myší
    - čeleď Cricetidae Fischer, 1817 – křečkovití
    - čeleď Muridae Illiger, 1811 – myšovití
    - čeleď Nesomyidae Forsyth Major, 1897 – křečkovití afričtí
    - čeleď Platacanthomyidae Alston, 1876 – ostnoplchovití
    - čeleď Spalacidae Gray, 1821 – slepcovití